# Cerro Catedral
Nota: Se procura pelo ponto mais alto do Uruguai, consulte Cerro Catedral (Uruguai).
O Cerro Catedral é uma montanha situada a 19 quilômetros San Carlos de Bariloche dentro do Parque Nacional Nahuel Huapi, na Argentina. Possui uma estação de esqui com teleféricos e um abrigo.

## Características
O clima no montanha é temperado, frio, úmido e ventoso, diminuindo a temperatura em 0,5 °C conforme se eleva a altitude. É formado por rochas ígneas, andesitos, brechas vulcânicas e wackes. O solo é andossolo, originário de areia e cinza vulcânica. Entre 1.850 e 2.200 metros de altitude, se encontra a vegetação andina alta distribuída de forma dispersa; as espécies mais encontradas são Acaena leptacantha, Luzula chilensis, Perezia pilifera, Senecio argyreus e Viola cotyledon. Entre 1.400 e 1.850 metros de altitude, se encontra em sua maioria a vegetação de mata e o cerrado de Nothofagus pumilio, chegando no máximo a 2 metros de altura, e também se encontram as espécies arbustivas Pernettya pumilia, Poa tristigmata, Quinchamalium chilense , Discaria serratifolia, Berberis empetrifolia Lam. Entre 1.200 e 1.400 metros de altitude, se encontra a vegetação de floresta alta de Nothofagus pumilio, e e também  as espécies arbustivas Aristotelia chilensis, Berberis serrato-dentata, Chusquea culeou, Adenocaulon chilense, Alstroemeria aurea, Osmorrhiza chilensis e Vicia nigricans.

## Estação de esqui
A estação de esqui se localiza no setor leste do Monte Catedral. Com base em uma altitude de 1.030 metros acima do nível do mar e com a pista mais alta em uma altitude de 2.180 metros acima do nível do mar. É o maior centro de esqui da América do Sul. Ocupa uma área de aproximadamente 500 hectares, com 120 quilômetros de pista de esqui, de todos os níveis de dificuldade; possui 29 teleféricos, canhões de neve que alcançam uma área de 12 hectares, e dispositivos OBell'X, para prevenção de avalanches. Atualmente, a administração é feita pela concessionária Catedral Alta Patagonia (Capsa).
A primeira competição de esqui que ocorreu na montanha foi no inverno de 1937; Em 1943, construíram o Refúgio Lynch, o primeiro refúgio do centro de esqui; e, em 1953, inauguraram o primeiro teleférico.

## Abrigo

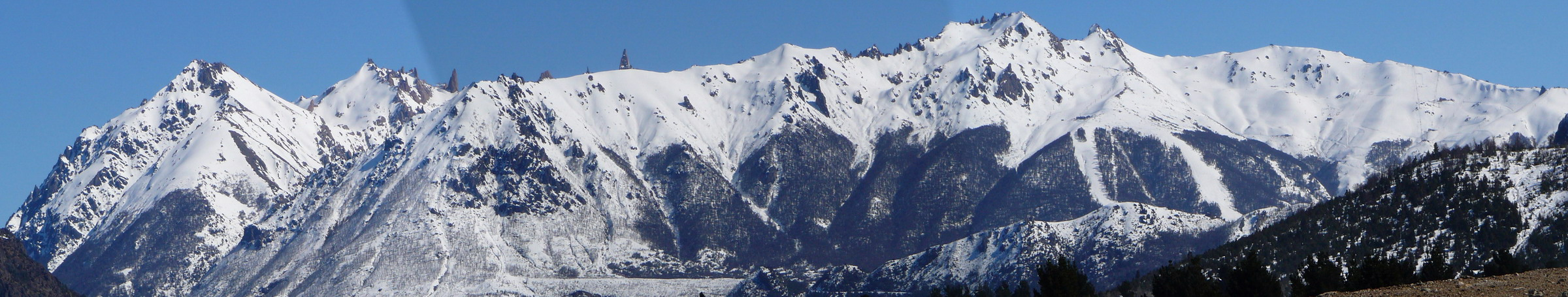
Vista do Cerro Catedral a partir de Bariloche.

O abrigo se localiza no setor sul do Monte Catedral e está em uma altitude de 1.740 metros acima do nível do mar. Recebeu o nome de Refugio Emílio Frey, mais conhecido como Refugio Frey. Foi construído em 1957, e sua estrutura externa é feita de pedra, com revestimento interno de madeira.

O abrigo possui sistema de hospedagem, restaurante e serviço de guia, mediante pagamento; e uma área externa para camping, gratuito. Recebe em torno de 10.000 visitantes ao ano.

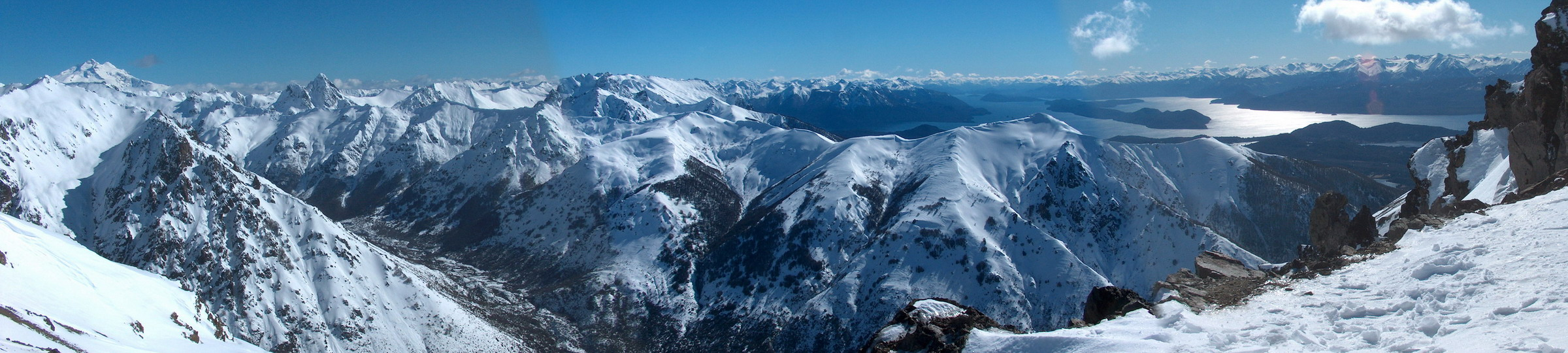
Vista panorâmica, visão a partir das pistas de esquis.

## Galeria

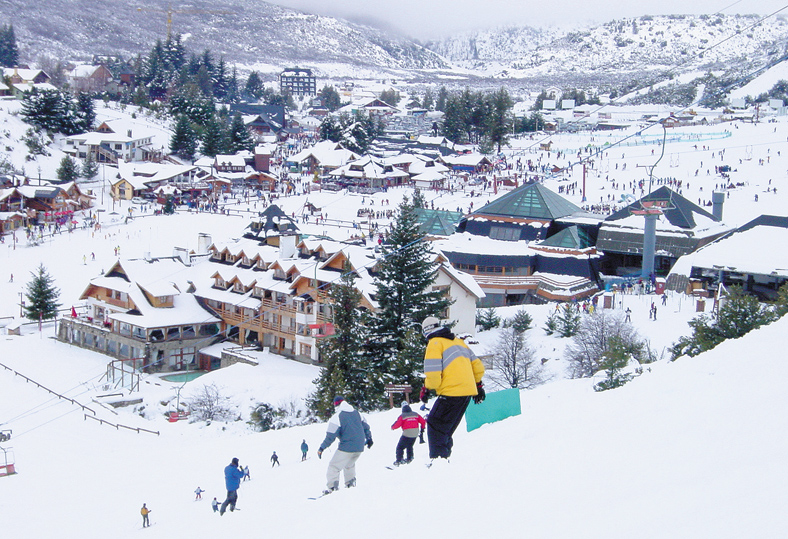
Cerro Catedral no Inverno
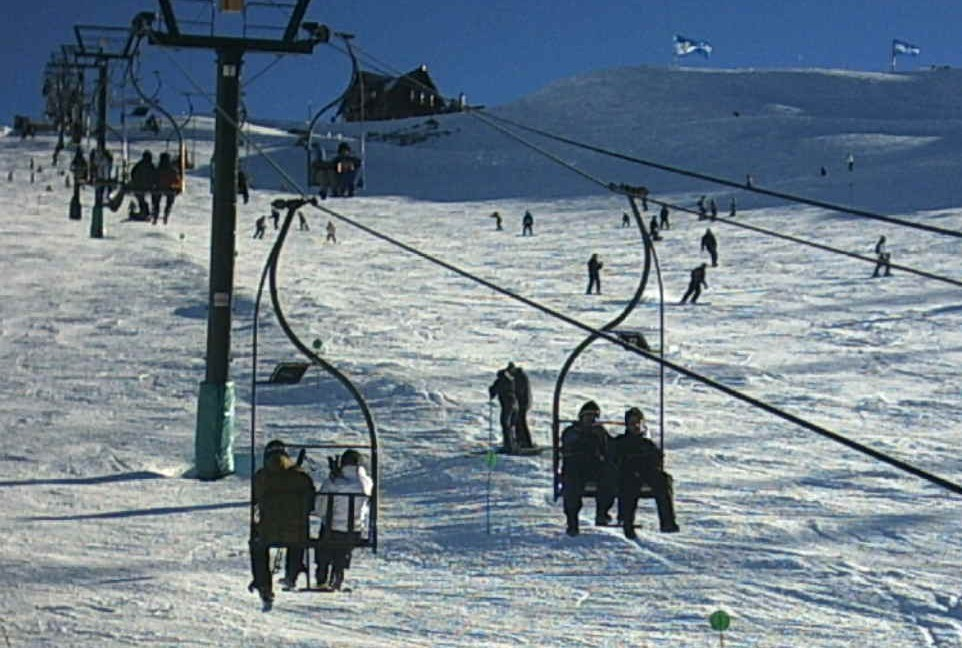
Área de Refúgio
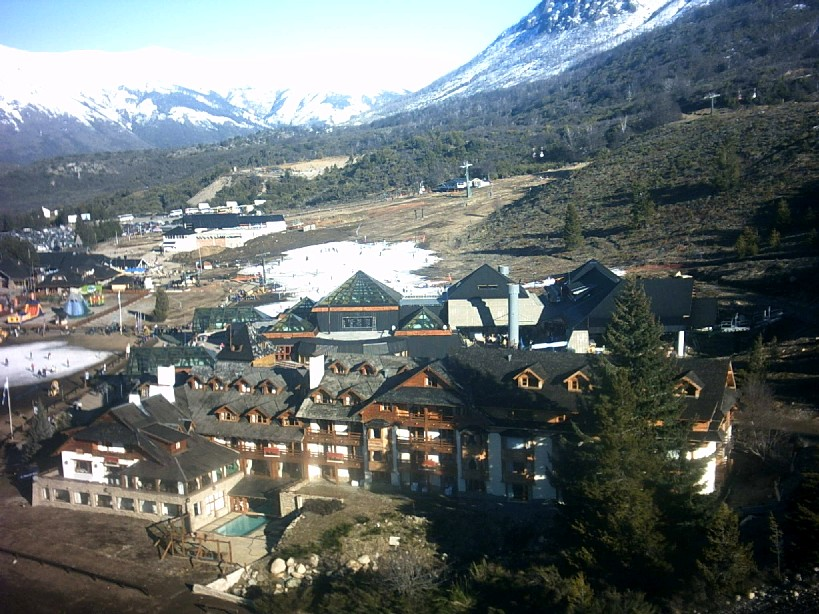
Cerro Catedral durante o Verão
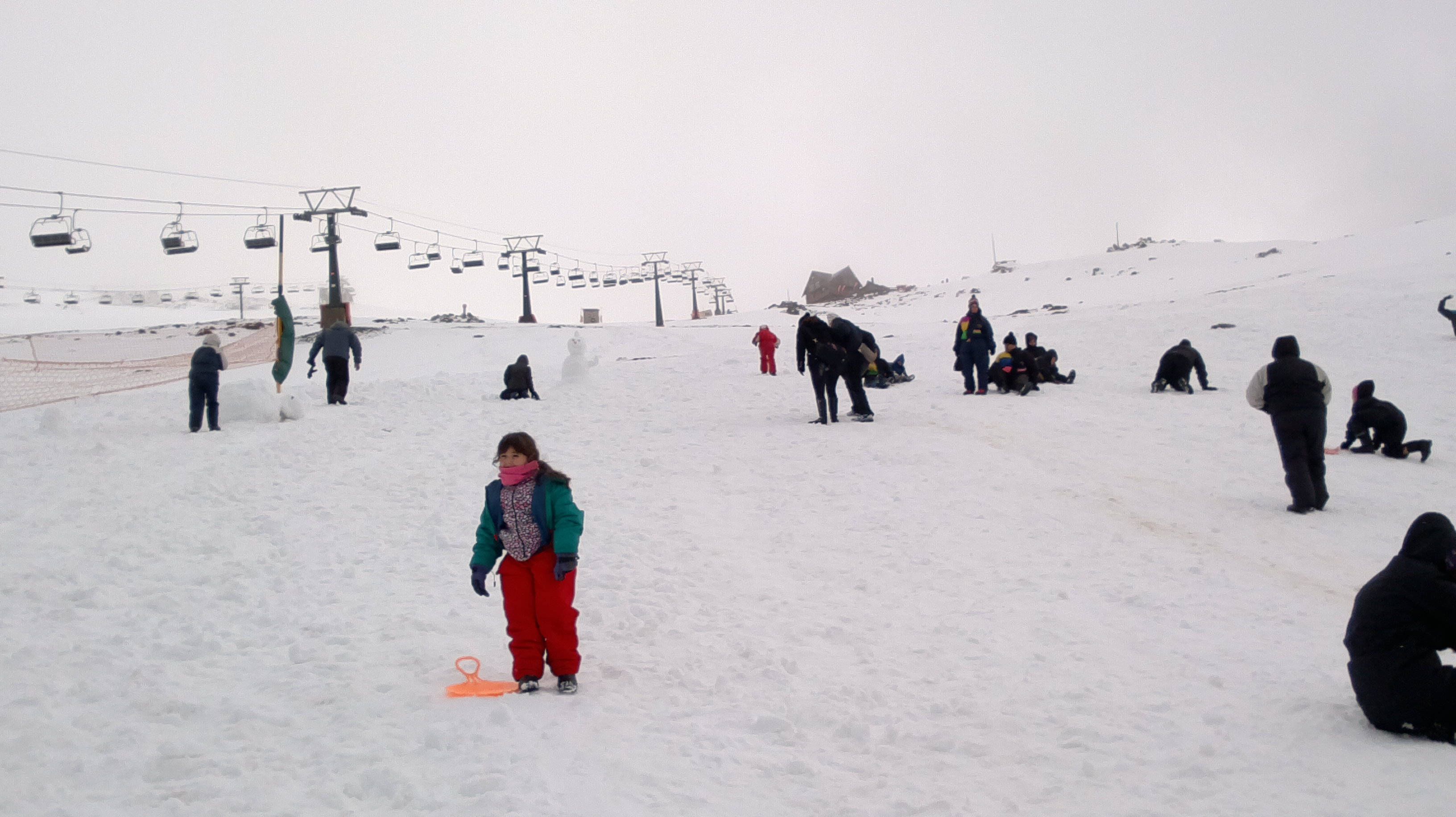
Cerro Catedral Ski resort
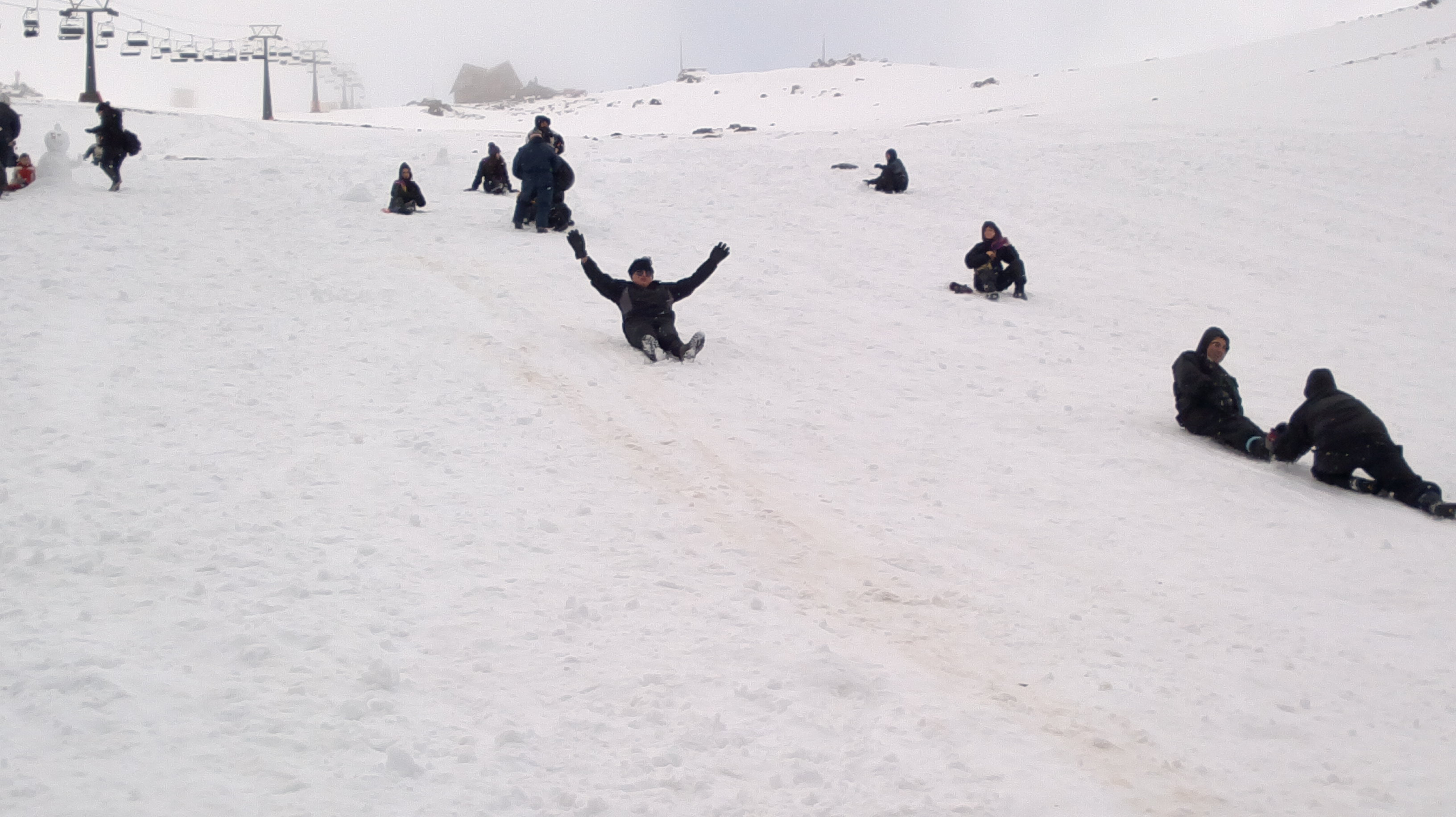
Cerro Catedral Ski resort
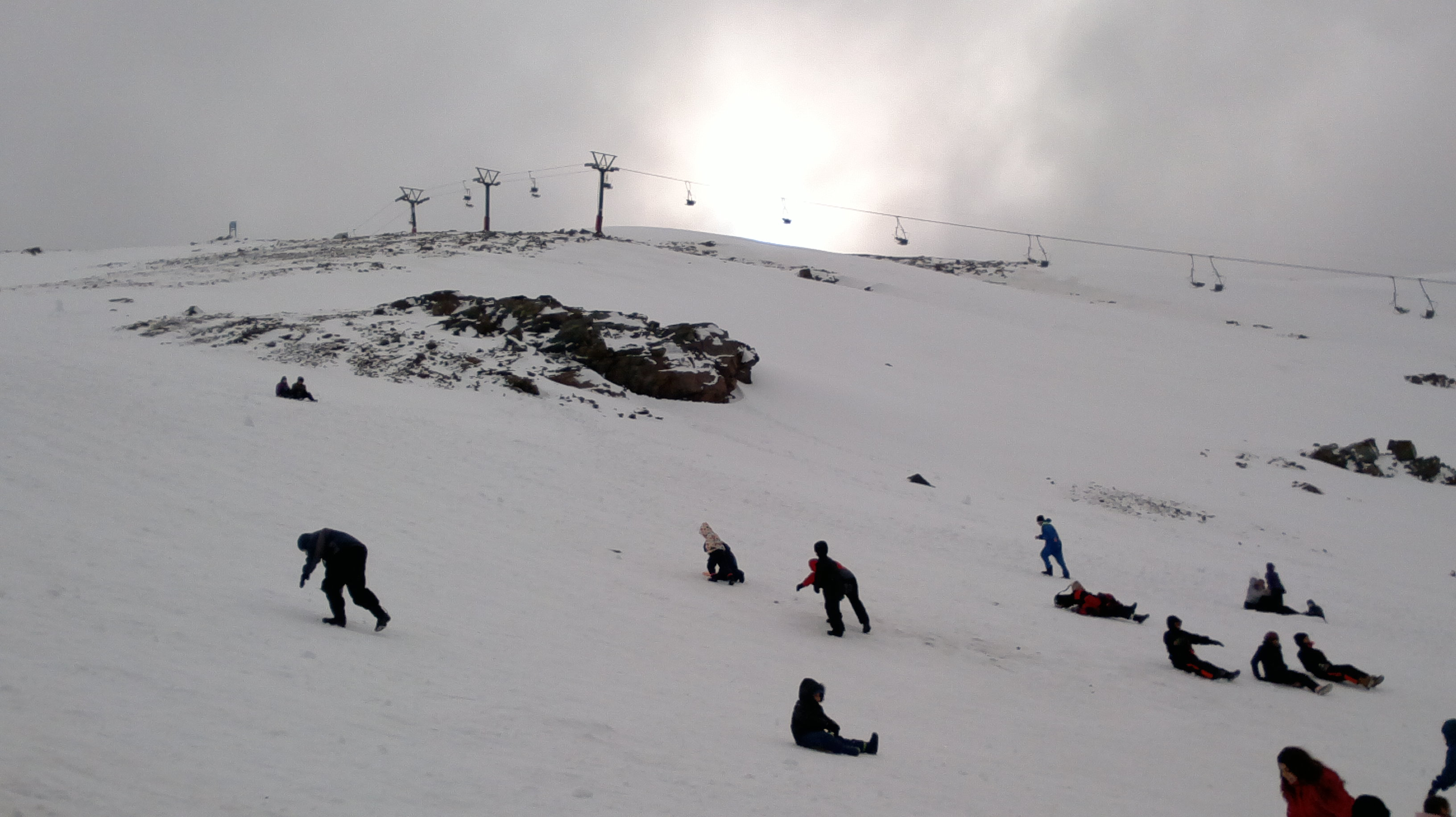
Cerro Catedral Ski resort
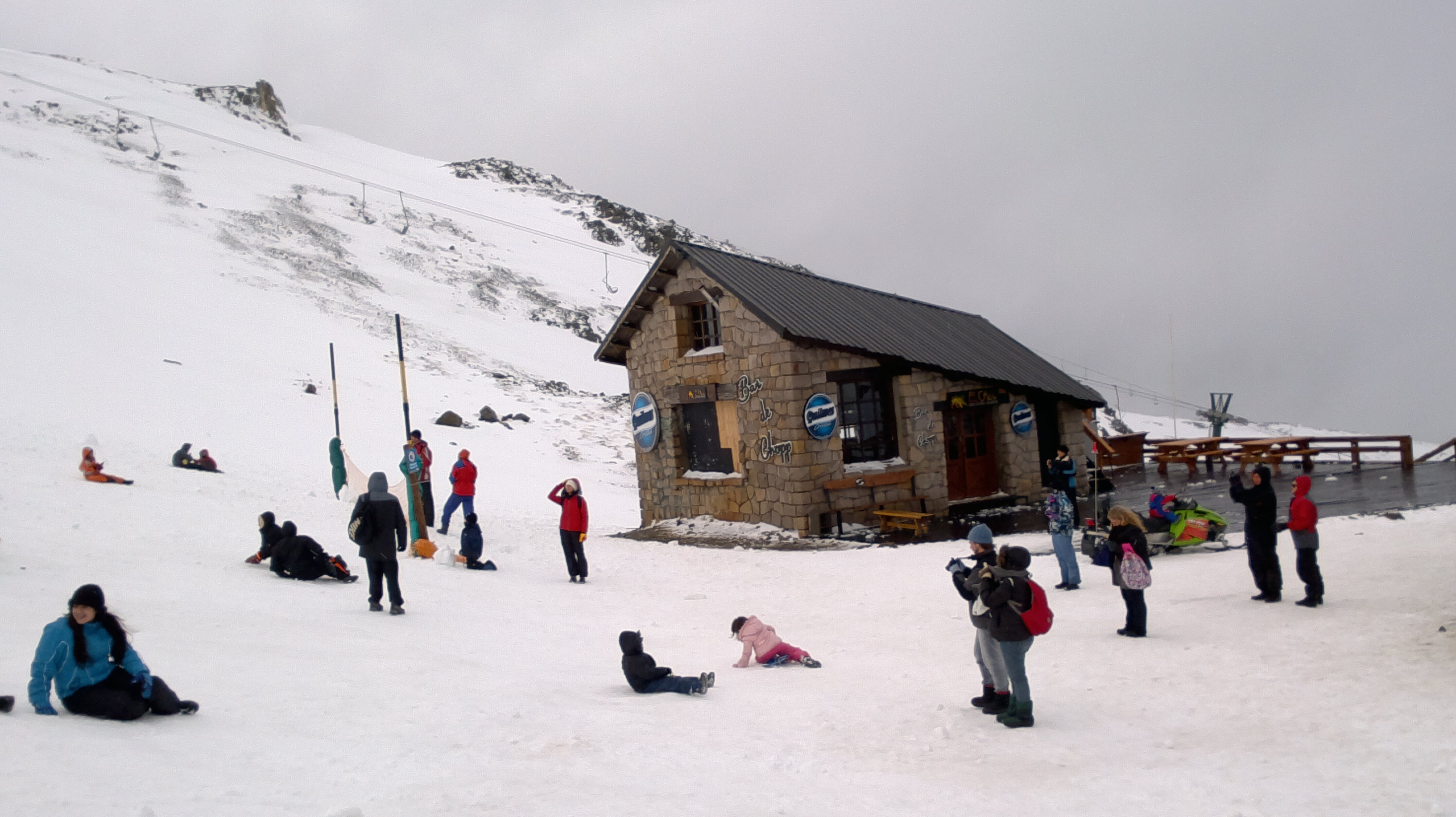
Cerro Catedral Ski resort Área de Refúgio
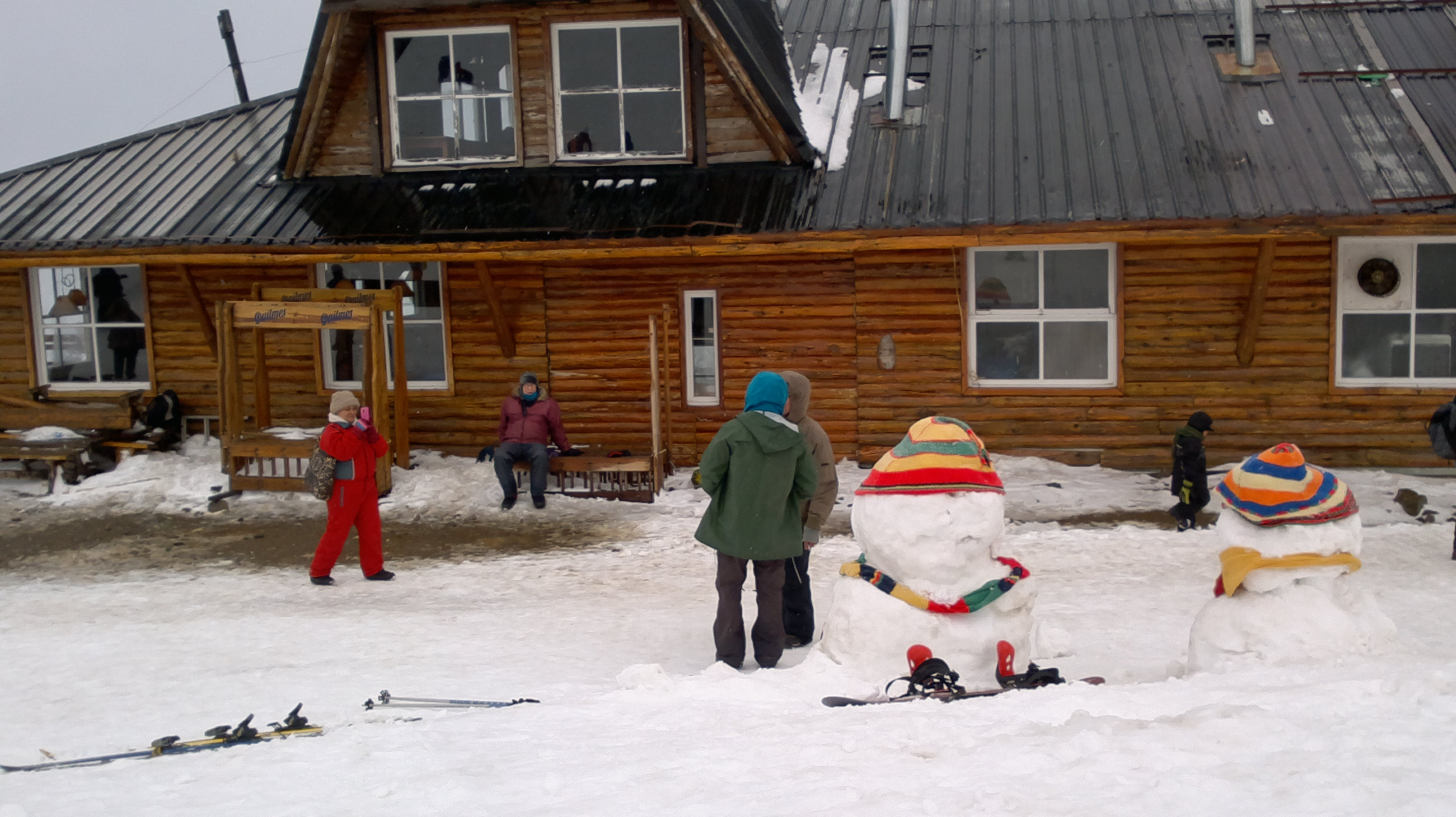
Cerro Catedral Ski resort Área de Refúgio
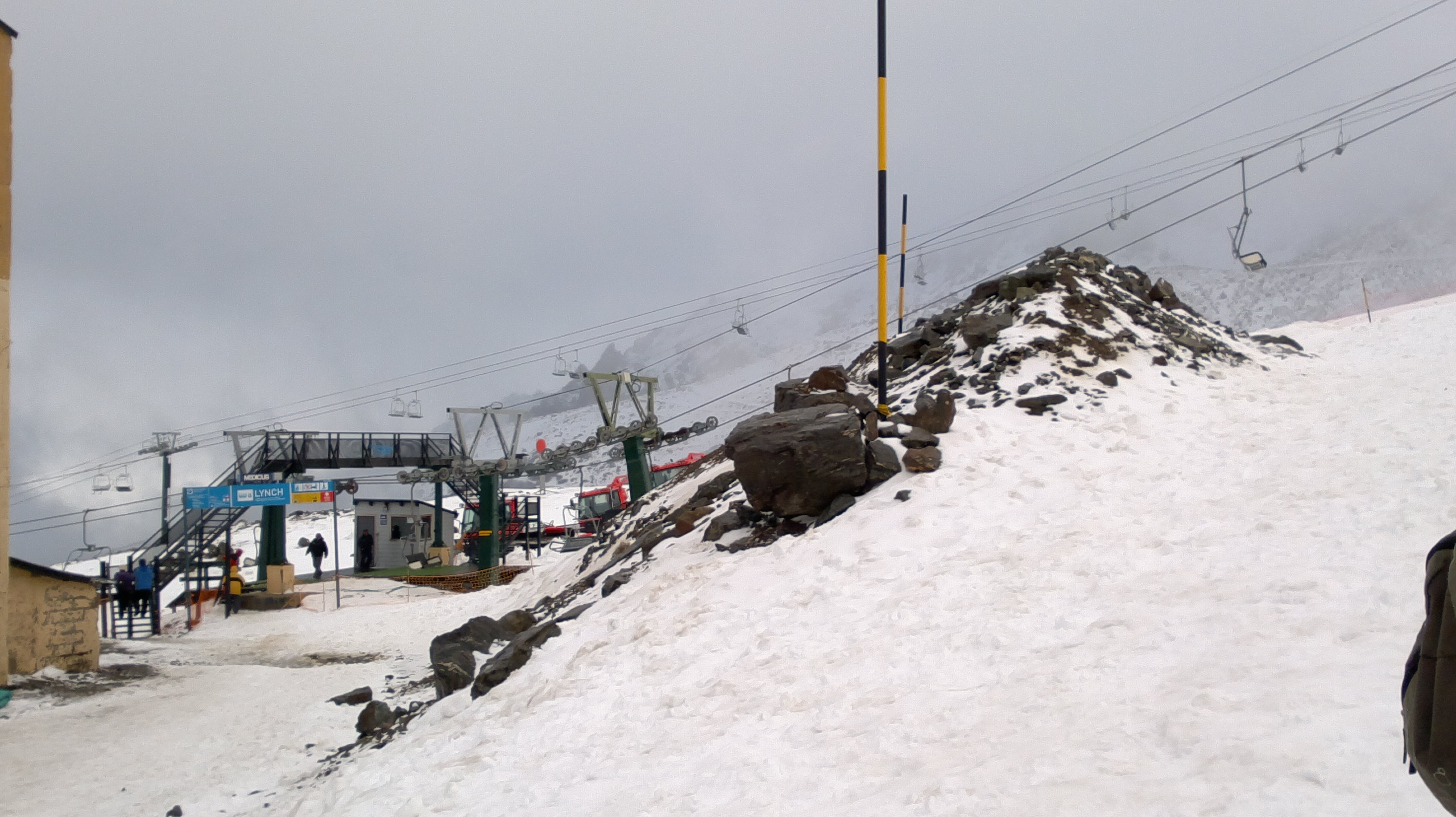
Cerro Catedral Ski resort
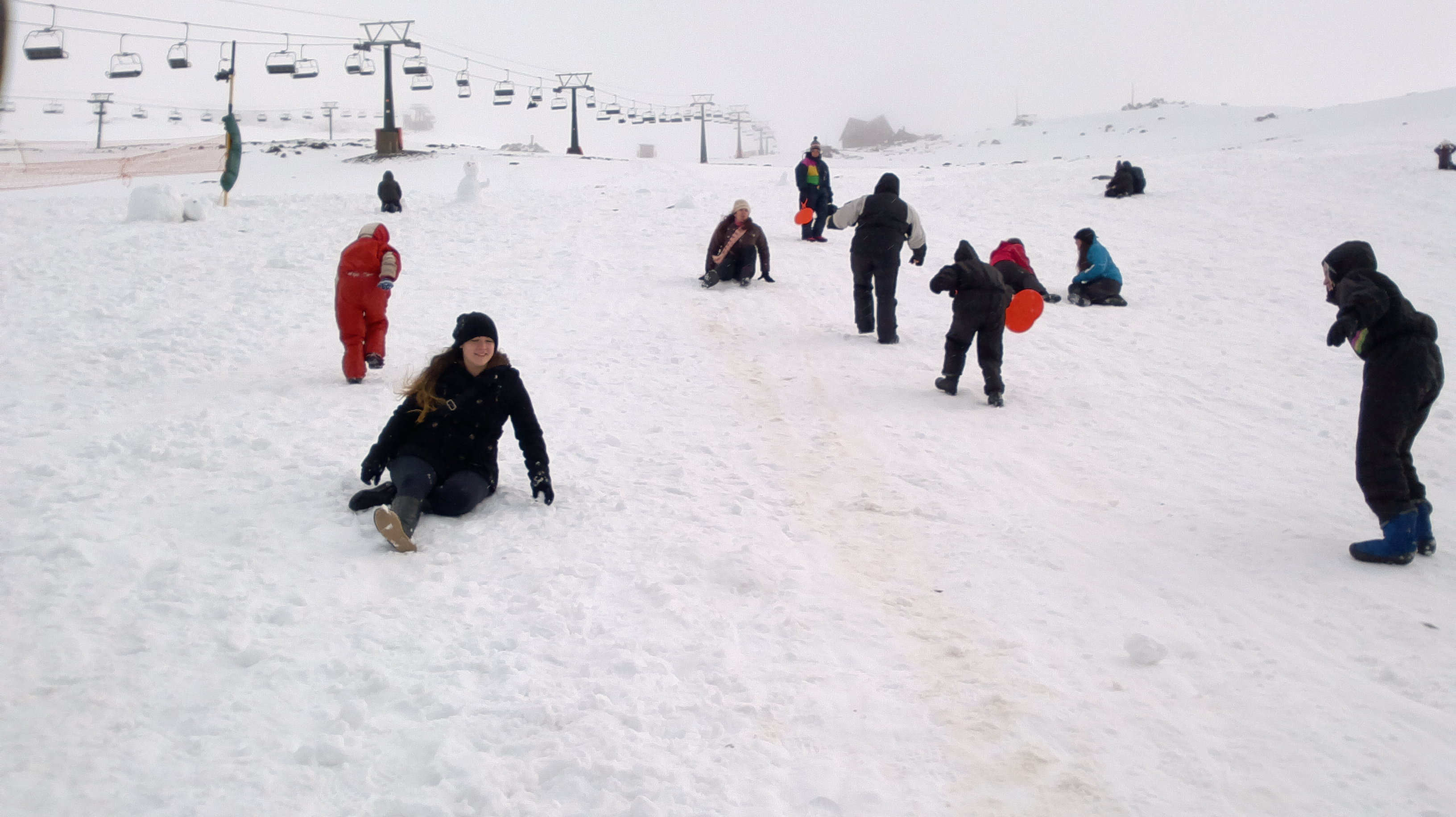
Cerro Catedral Ski resort